# Цока (Мантова)
Цока је насеље у Италији у округу Мантова, региону Ломбардија.
Према процени из 2011. у насељу је живело 126 становника. Насеље се налази на надморској висини од 18 м.